# ناشئة الخروصية
ناشئة بنت سعود الخروصية هي أول مهندسة اتصالات عمانية. ولدت في زنجبار بين أسرة متعلمة. درست في مدرسة المتحدثة العربية التي كانت تتبع الجمعية العربية العمانية في ذلك الوقت وكانت ضمن أولى الدفعات التي تخرجت من هذه المدرسة. أرتحلت ناشئة من زنجبار إلى مصر لإكمال المرحلة الاعدادية.ثم ألتحقت بالمدرسة القومية للبنات بالعجوزة التابعة للحكومة المصرية وكان قد تزامن وجودها في المدرسة مع وجود بنات جمال عبد الناصر. أكملت فيها 12 عاما دراسيا وتخرجت من جامعة عين شمس المصرية من كلية الهندسة.

## عائلتها
هي ابنة الدكتور سعود الخروصي أحد أولى مؤسسي طب الاسنان في عمان درس في الجامعة الأمريكية في بيروت تخصص طب وجراحة الأسنان. أنتقل والدلها إلى العديد من الدول بحثا عن العيش ثم استقر في عدن مع عائلته. في 1972 عادت العائلة إلى عمان وعمل والدها طبيب اسنان في مستشفى النهضة. وحصلت هي على وظيفة في القطاع الحكومية.

## المناصب التي عينت فيها
شغلت العديد من المناصب الإدارية والتنظيمية والتأسيسية كما عملت ناشئة في العديد من الأقسام والوظائف تدريجيا حتى استطاعت بها اكتساب العديد من الخبرات في شتى مجالات الاتصال في عمان. ألتحقت ناشئة ببرنامج تدريب خاص سمي بالزمالة للإتحاد الدولي للإتصالات للتدريب في مجال العمل وتهدف هذه البعثة إلى تأهيلها لشغل الوظيفة والعمل كنظير لرئيس فريق الخبراء الدوليين.
وأنتقلت منها للعديد من الدول كالسويد وألمانيا وسويسرا وبريطانيا وإيطاليا. عينت كعضو في اللجنة التأسيسية، وتسلمت مسؤولية ترددات عُمان، في دائرة البريد والبرق والهاتف.أستطاعت السفر إلى الخارج لإكمال دراسة الماجستر ثم عينت عضو مجلس إدارة الشركة العمانية للاتصالات «عمانتل» وفي ذات الوقت حصلت على ترقية إلى منصب مستشار وكلفت أيضا بإعادة هيكلة قطاع الاتصالات. وفي عام 2002 تم تكليفها بانشاء هيئة تنظيم الاتصالات، في عام 2011 عينها السلطان قابوس بن سعيد عضو في مجلس الدولة.
أما  في مجلس الدولة عملت في عدد من المجالات والجوانب  منها الجانب الاجتماعية، ودراسة القوانين الاجتماعية التي تحتاج إلى تعديلات لمواكبة المتغيرات الحاصلة وإضافة إلى ذلك عملت في اللجنة الاقتصادية، وعرض عليها العمل في اللجنة القانونية أيضا، تم عينت كعضو في الهيئة الاستشارية للمجلس الأعلى لدول مجلس التعاون الخليجي في عام 2013.